# Leopoldo del Prado Ruiz
Leopoldo del Prado Ruiz (Sobrelapeña, Santander, siglo XIX-Sanlúcar de Barrameda, 22 de abril de 1945) fue un político español del Partido Conservador de Antonio Maura y Montaner, alcalde del municipio andaluz de Sanlúcar de Barrameda desde 1903 a 1922.
Se trasladó a Sanlúcar siendo muy joven. Estudió derecho en la Universidad de Sevilla, donde ejerció su profesión y se dedicó a la política. A él se debió la normalización del funcionamiento del ayuntamiento y una gran labor urbanística, como la remodelación del paseo de la Calzada y del Jardín de las Piletas y la realización de la Colonia Agrícola Monte Algaida. Desde 1936 a 1984 la plaza de los Cisnes llevó su nombre.

## Reconocimientos
El 17 de mayo de 1911 fue nombrado hijo adoptivo de Sanlúcar de Barrameda. 